# Championnat de Turquie de football 1994-1995
Navigation
Saison précédente Saison suivante
La saison 1994-1995 du Championnat de Turquie de football est la 37e édition de la première division turque, la 1. Turkiye Lig. Les 18 équipes sont regroupées au sein d'une poule unique, où chaque équipe affronte tous les adversaires de sa poule deux fois, à domicile et à l'extérieur. Le championnat turc repasse à 18 équipes cette saison. Avec la création de la Coupe Intertoto, deux places supplémentaires sont qualificatives pour la Coupe d'Europe, par le biais du championnat.
Besiktas JK termine en tête du championnat cette année. C'est le 11e titre de champion de son histoire.

## Les 18 clubs participants
| - Galatasaray - Vanspor - Promu de D2 - Altay Izmir - Petrolofisi SK - Promu de D2 - Bursaspor - Antalyaspor - Promu de D2 - Zeytinburnu SK Istanbul - Kocaelispor - Adana Demirspor - Promu de D2 | - Fenerbahce SK - Besiktas JK - Ankaragücü - Trabzonspor - Genclerbirligi - Samsunspor - Gaziantep SK - Kayserispor - Denizlispor - Promu de D2 |

## Compétition

### Classement
Le barème de points servant à établir le classement se décompose ainsi :
- Victoire : 2 points
- Match nul : 1 point
- Défaite : 0 point

| Rang | Équipe                  | Pts | J  | G  | N  | P  | Bp | Bc | Diff |
| ---- | ----------------------- | --- | -- | -- | -- | -- | -- | -- | ---- |
| 1.   | Besiktas JK             | 55  | 34 | 24 | 7  | 3  | 80 | 26 | +54  |
| 2.   | Trabzonspor (C)         | 53  | 34 | 23 | 7  | 4  | 80 | 28 | +52  |
| 3.   | Galatasaray SK (T)      | 48  | 34 | 21 | 6  | 7  | 76 | 38 | +38  |
| 4.   | Fenerbahçe SK           | 47  | 34 | 20 | 7  | 7  | 78 | 35 | +43  |
| 5.   | Genclerbirligi          | 42  | 34 | 17 | 8  | 9  | 61 | 45 | +16  |
| 6.   | Bursaspor               | 38  | 34 | 13 | 12 | 9  | 47 | 39 | +8   |
| 7.   | Gaziantep SK            | 34  | 34 | 14 | 6  | 14 | 50 | 51 | -1   |
| 8.   | Samsunspor              | 33  | 34 | 12 | 9  | 13 | 54 | 60 | -6   |
| 9.   | Kocaelispor             | 32  | 34 | 12 | 8  | 14 | 57 | 60 | -3   |
| 10.  | Altay Izmir             | 33  | 34 | 11 | 11 | 12 | 44 | 57 | -13  |
| 11.  | Kayserispor             | 30  | 34 | 12 | 6  | 16 | 62 | 70 | -8   |
| 12.  | Vanspor (P)             | 28  | 34 | 11 | 6  | 17 | 38 | 50 | -12  |
| 13.  | Antalyaspor (P)         | 28  | 34 | 10 | 8  | 16 | 39 | 46 | -7   |
| 14.  | MKE Ankaragücü          | 28  | 34 | 10 | 8  | 16 | 39 | 57 | -18  |
| 15.  | Denizlispor (P)         | 27  | 34 | 8  | 11 | 15 | 42 | 55 | -13  |
| 16.  | Zeytinburnu SK Istanbul | 23  | 34 | 7  | 9  | 18 | 35 | 74 | -39  |
| 17.  | Petrolofisi SK (P)      | 21  | 34 | 8  | 5  | 21 | 38 | 73 | -35  |
| 18.  | Adana Demirspor (P)     | 12  | 34 | 3  | 6  | 25 | 25 | 81 | -56  |

|  | Qualifié pour la Ligue des Champions 1995-1996 |
|  | Qualifié pour la Coupe des Coupes 1995-1996    |
|  | Qualifié pour la Coupe UEFA 1995-1996          |
|  | Qualifié pour la Coupe Intertoto 1995          |
|  | Relégation en 2. Lig                           |

## Bilan de la saison
| Tableau d'Honneur                  |             |
| Compétition                        | Vainqueur   |
| Championnat de Turquie de football | Besiktas JK |
| Coupe de Turquie                   | Trabzonspor |

| Qualifications européennes    |                              |
| Ligue des Champions 1995-1996 | Qualifié                     |
| Premier tour                  | Besiktas JK                  |
| Coupe des Coupes 1995-1996    | Qualifié                     |
| Premier tour                  | Trabzonspor                  |
| Coupe UEFA 1995-1996          | Qualifiés                    |
| Premier tour                  | Galatasaray SK Fenerbahce SK |
| Coupe Intertoto 1995          | Qualifiés                    |
| Premier tour                  | Genclerbirligi Bursaspor     |

| Promotion et relégation |                                                        |
| Relégués en 2e division | Zeytinburnu SK Istanbul Petrolofisi SK Adana Demirspor |
| Promus en Super Lig     | Karşıyaka SK Istanbulspor Eskisehirspor                |